# Sergio Neri (giornalista)
Sergio Neri (Rimini, 15 agosto 1934) è un giornalista italiano.

## Biografia
Nel 1953 entra giovanissimo al Corriere dello Sport sotto la guida di Bruno Roghi.
Realizza servizi e inchieste di vario genere sino alle Olimpiadi di Roma 1960.
Nel 1961 si trasferisce a Torino, chiamato da Antonio Ghirelli di Tuttosport. Nello stesso anno Ghirelli assume la direzione del Corriere dello Sport e Neri segue Ghirelli a Roma, al quale è ormai legato da una profonda e reciproca stima professionale. In quegli anni collabora con i settimanali ed i periodici della casa editrice Rusconi e realizza inchieste di carattere sportivo in tutto il mondo.
Dal 1962 segue in carovana il Giro d'Italia ed il Tour de France. È presente ai campionati del mondo di ciclismo.
Nel 1968 è capo delegazione del Corriere dello Sport ai Giochi Olimpici di Città del Messico. Esperienza che ripete nel 1972 alle Olimpiadi di Monaco e nel 1976 a Montréal.
Tra il 1966 e il 1967 realizza un grosso servizio sui talenti sportivi naturali che vivono nelle regioni più arretrate dell'Africa subsahariana; firma importanti servizi sulla democrazia presso i giovani nei Paesi scandinavi. Nel 1969 segue nel Texas gli astronauti dell'Apollo 11 destinati alla conquista della Luna. È presente, come unico giornalista europeo, in Arizona nel deserto delle pietre nere per la prova dello sbarco di Neil Armstrong.
Nel 1976 fonda la Compagnia Editoriale, casa editrice che edita il mensile «Bicisport», rivista specializzata per gli appassionati di bicicletta.
Nel 1979 diventa condirettore del Corriere dello Sport. E nel 1980 si trasferisce a Bologna per dirigere Stadio, l'edizione per il Nord Italia del Corriere dello Sport, giornale che lascia nel 1983, pur continuando a collaborare come opinionista, per dirigere la Compagnia Editoriale.
Nel 1988 crea una nuova testata, «Cicloturismo», dedicata al mondo amatoriale della bicicletta, e nel 2000 realizza «Mtb Magazine», una rivista che tratta il nuovo fenomeno della mountain bike.

## Premi e riconoscimenti
Autore di varie pubblicazioni sportive, Sergio Neri è stato scelto dall'Istituto dell'Enciclopedia Treccani per la stesura di un saggio sulla storia del ciclismo e un saggio per la pubblicazione destinata ai ragazzi.
Ha vinto i più importanti premi giornalistici, dal premio "Bruno Roghi" (1966) alla "Penna d'Oro" CONI alla carriera (2006) passando per il premio alla carriera dei giornalisti dell'Emilia-Romagna ed il premio alla carriera dei giornalisti del Lazio.
Nel 1978 ha vinto il premio giornalistico Saint Vincent, consegnatogli dal Presidente della Repubblica Sandro Pertini al Quirinale.

## Libri e pubblicazioni
- Coppi vivo, Roma, Compagnia Editoriale, 1979
- Alè Gimondi, Roma, 1967
- Treccani, Enciclopedia dei ragazzi, voce «Ciclismo»